# Шкиль, Григорий Малахович
Григо́рий Мала́хович Шкиль — попечитель комитета о тюрьмах, действительный член Кубанского областного статистического комитета, член попечительского совета женского училища войскового старшины, заведующий делами Екатеринодарского женского благотворительного общества, почётный мировой судья.

## Биография
Уроженец станицы Полтавской Кубанской области. Родился в январе 1851 года. Сын казака, первоначальное образование получил в Полтавском окружном училище, по окончании курса в нём, как выдающийся ученик он по распоряжению начальства был назначен в Александровский учительский институт стипендиадом Кубанской воисковой гимназии.
По окончании курса 5 июня 1871 года назначен учителем подготовительного класса Лабинской горской школы, а затем постепенно поднимался по служебной лестнице. 1-го августа 1877 года назначен смотрителем и учителем Армавирского двухклассного училища, затем 12 сентября 1879 года командирован для занятия должности учителя приготовительного класса, татарского отделения Закавказской учительской семинарии и утвержден в этой должности 28 августа 1880 года, затем назначен и.д инспектора народных училищ Кубанской области, с 1 января 1881 года назначен инспектором этих училищ и затем утвержден в этой должности.
В 1882 году он был командирован в Москву на Всероссийскую промышленную выставку с экспонатами своей дирекции. Заведуя одним из инспекторских районов Кубанской дирекции, он поставил высокое учебное дело в подведомственных ему училищах и казаки охотно шли на встречу ему и везде отпускали значительные средства на устройство новых училищ и благоустройство уже существующих.
В 1891 году Григорий Малахович был командирован на Кавказскую шелководственную станцию в Тифлис для слушания курса по шелководству и пчеловодству, а затем деятельно принялся за насаждение этих отраслей среди население своего района, введя занятие ими при народной школе. С 7 января по 17 февраля 1897 года исправлял должность директора народных училищ Кубанской области.
Был избран в члены городской управы из-за чего 20 декабря 1901 года был уволен в отставку с должности инспектора народных училищ, членом городской управы он пробыл до августа 1906 года, после этого он снова назначен инспектором народных училищ. Состоя членом городской управы он был избран членом садово-театральной комиссии, 12 октября 1902 года кандидатом в члены училищной комиссии, 10 июня 1902 года членом комиссии по заведованию городскими начальными училищами, 25 января 1906 года кандидатом в члены комиссии по заведованию городскими публичными библиотеками имени Пушкина и Гоголя.
По настойчивому предложению войскового начальства Григорий Малахович согласился вновь вступить в должность директора народных училищ и 1-го августа 1906 года вновь назначен инспектором народных училищ Кубанской области, а 21 ноября 1907 года назначен и.д директором народных училищ Кубанской области.
Григорий Малахович стал получать письма с угрозами от революционных организаций с требованием отказаться от должности и кроме этого уплатить штраф в 3000 руб., а иначе - смерть. В день убийства 15 февраля 1908 года утром к нему в канцелярию заходила молодая женщина и спросила, не пришел ли Григорий Малахович. Когда в канцелярию пришел Григорий Малахович, туда же явился молодой человек в форме учителя и заявил, что он хочет переговорить с директором наедине. Шкиль принял его и через несколько минут в кабинете раздался выстрел.
Убийца вышел в парадную дверь и спокойно скрылся. Женщина тоже исчезла. В результате расследования было найдено пять человек причастных к убийству, трех обвиняемых приговорили к смертной казни через повешение, одного - к каторге сроком на 10 лет, пятого участника 16-ти летнего мальчишку приговорили к 10-ти летнему тюремному заключению. По дороге из суда он попытался бежать, но был схвачен. Шкиль был похоронен в понедельник 18-го февраля в 12-часов дня.